# 梅森縣 (西維吉尼亞州)
梅森縣（英語：Mason County）是美国西維吉尼亞州西部的一個縣，西、北隔俄亥俄河與俄亥俄州相望，面積1,152平方公里。根据2020年美國人口普查，共有人口25,453人。縣治波因特普萊森特（Point Pleasant）。該縣成立於1804年1月2日，以《維吉尼亞州憲法》的起草人、弗吉尼亚州制憲會議代表喬治·梅森（George Mason）命名。